# Gidea Park
Gidea Park – dzielnica Londynu, w Wielkim Londynie, leżąca w gminie Havering. Leży 21,9 km od centrum Londynu. W 2001 roku dzielnica liczyła 7014 mieszkańców.